# 森川陽太郎
森川 陽太郎（もりかわ ようたろう、1981年4月7日 - ）東京都千代田区出身。株式会社リコレクトの代表取締役。妻は横峯さくら。

## 来歴・人物
暁星小学校、暁星中学校・高等学校出身。ダンサーの上野隆博は小・中・高の級友である。
元サッカー選手で、スペインやイタリアでプレー。引退後27歳で株式会社リコレクトを設立。「ＯＫラインメンタルトレーニング」というトレーニング方法で、目標を持つ人の為のメンタルサポートサービスを展開。アスリートや子ども、ビジネスマン等のメンタルトレーニングを行っている。
現在までに女子プロゴルファー横峯さくら、なでしこリーグ1 部のジェフユナイテッド市原・千葉レディース、フウガドールすみだ（2014年よりFリーグ昇格／2009年度全日本フットサル選手権優勝）、東京大学運動会ア式蹴球部、レーシングドライバー柳田真孝、などのアスリートやチームの専属メンタルトレーナーを担当している。
その他に2012～2014ミス・ユニバース・ジャパンビューティーキャンプ講師や、森ビル株式会社やNHKの社員研修の講師も行っている。雑誌等メディアでも、ビジネス・スポーツ・恋愛・教育・ダイエットなど幅広いジャンルで、メンタルに関する執筆や監修を行っている。
また、自身が主宰するスクールで、メンタルトレーナーの育成や、心の整理をする方法の指導にも力を注いでいる。
2014年4月22日、プロゴルファーの横峯さくらとの結婚を発表。

## 活動
- 中小企業大学校『後継者研修』専属　人材支援アドバイザー（経済産業省中小企業庁　所轄　独立行政法人中小企業基盤整備機構）
- 丸の内朝大学　心理メソッドクラス　講師

## 著書
- 『ネガティブシンキングだからうまくいく　35の法則』/かんき出版
- 『本番で実力が出せない人のための　「いつもの自分」トレーニング―簡単！直前！“勝負弱さ”を克服する50の方法』/ダイヤモンド社
- 絶対的な自信をつくる方法　/ダイヤモンド社
- 「がんばってるのに、うまくいかない」と凹んだときに読む本　/朝日新聞出版社
- 人前に強くなる技術　/三笠書房
- 緊張しても乗り切る！「あせらない自分」のつくり方　/大和書房
- 本番に強い子の育て方　/ディスカヴァー・トゥエンティワン

## 主な 出演メディア

### 雑誌企画
- FYTTE（2014年3月28日発売号）
- ジュニアサッカーを応援しようvol.32（2014年3月6日発売号）
- ゴルフトゥデイ　連載「『OKライン』でムダな10打を減らして劇的スコアアップ！」（2014年1月号-3月号）
- VOGUE（2013年11月28日発売号）
- with（2013年10月号）
- non-no　連載「森川陽太郎さんのメンタル力UPゼミナール」（2013年3月号-5月号）

　　　　　　　「ポジティブ脳になるためにできること」（2012年4月号）
- anan（No.1862　2013年6月26日発売号）（No.1850　2013年3月27日発売号）
- UOMO（2012年1月号）
- AERA（2013年2月9日発売号）
- 日経ビジネスアソシエ（2011年6月7日号）
- 日経ヘルス「三日坊主さんには目標設定がカギ」（2012年5月号 P54-P55）
- 月刊BIGtomorrow（2013年1月号 P112-P117）（2011年11月号 P30-P32）
- 週刊サッカーダイジェスト（2009年3月31日号　P62）
- サンデー毎日
- からだの本「メントレde　必勝ダイエット」（vol.15 P45-P49）
- ゴルフ誌月刊ワッグル「集中力アップでスコアもアップ」（2009年7月号）
- FQJAPAN「子供に自信をつけさせるメンタルトレーニング」（2012年秋号）

### テレビ番組
- Rの法則（NHK Eテレ）（2014年2月5日）
- テストの花道（NHK Eテレ）（2014年1月27日）
- ナカイの窓（日本テレビ）（2013年3月6日、2012年11月7日）
- news every.（日本テレビ）（2011年4月26日）

### WEBコラム
- 日経ウーマンオンライン　
  - 『口グセを変えて、人生を変える』
  - 『恋愛のクセを変えれば仕事も進む』
- ライフハッカー[日本版]  『「脱・ポジティブ」で結果を出す！ ネガティブシンキングのススメ』
  - 『ポジティブでいようとするほど自信を失うメカニズム～ネガティブシンキング＜１＞』
  - 『日本人は罪悪感で才能を潰してしまっている～「天才」パワーで結果を出す！』
  - 『結果を出す組織になるために個人ができること～最強アマチュアチームの3つの習慣』
  - 『「緊張」を前向きなパワーに変えるための3つの思考法』
  - 『「才能を潰す上司」から自分を守るたった1つの方法』
  - 『OKラインメソッド：「周囲の評価を逆転させる」ためのタフな心の作り方』
  - 『結果を残すには「苦労の美学」と「頑張り依存」をまず捨てよう』
- スキンケア大学　
  - 『キレイになれるネガティブシンキングのすすめ』

## 関連事項
- 東京都出身の人物一覧